# Villa rustica de la Topolog (1)
Villa rustica este situată în nordul localității Topolog din județul Tulcea. 

## Legături exerne
- Roman castra from Romania (includes villae rusticae) - Google Maps / Earth Arhivat în 5 decembrie 2012, la Archive.is